# 1755 en philosophie
Chronologie de la philosophie
- 1751
- 1752
- 1753
- 1754
- 1755
- 1756
- 1757
- 1758
- 1759

L’année 1755 a été marquée, en philosophie, par les événements suivants :

## Publications
- Francis Hutcheson (philosophe) : Système de philosophie morale, (A system of moral philosophy, Glasgow, 1755, 2 vol. in-4°).

- Jean-Jacques Rousseau : 
  - Discours sur l'origine et les fondements de l'inégalité parmi les hommes;
  - Discours sur l'économie politique.

- Benedetto Stay, premier tome de Philosophiæ recentioris versibus traditæ libri X, Rome : poème en latin sur la philosophie de Newton.